# Smoking Room
Smoking Room è un film del 2002 diretto da Roger Gual e Julio D. Wallovits.